# Todd Cahoon
Todd Cahoon (San Jose, 15 settembre 1973) è un attore statunitense.

## Biografia
Ha iniziato la sua carriera come Jack Porter, protagonista nella serie TV Watch Over Me girata nel 2006-2007. Ha fatto apparizioni precedenti in CSI: NY, Senza traccia e Streghe.

## Filmografia parziale

### Cinema
- Under Pressure, regia di Jean Pellerin (2000)
- Destiny, regia di Katherine Makinney (2002)
- Pehla Naach, regia di Melanie Blair - cortometraggio (2004)
- Squadra 49 (Ladder 49), regia di Jay Russell (2004)
- Bob Steel, regia di Will Wallace (2004)
- Decoy, regia di Justin Shenkarow e Ben Tolpin - cortometraggio (2006)
- Rogue 379, regia di Douglas Choi - cortometraggio (2006)
- The Poughkeepsie Tapes, regia di John Erick Dowdle (2007)
- Sette anime (Seven Pounds), regia di Gabriele Muccino (2008)

### Televisione
- Bay State – serie TV (1991)
- Streghe (Charmed) – serie TV, episodi 8x1 (2005)
- Senza traccia (Without a Trace) – serie TV, episodi 4x3 (2005)
- Zoey 101 – serie TV, episodi 3x3 (2006)
- Watch Over Me – serie TV, 66 episodi (2006-2007)
- Nip/Tuck – serie TV, episodi 5x11 (2008)
- CSI: NY – serie TV, episodi 4x17 (2008)
- The Closer – serie TV, episodi 4x8 (2008)
- Cold Case - Delitti irrisolti (Cold Case) – serie TV, episodi 6x6 (2008)
- Desperate Housewives - I segreti di Wisteria Lane (Desperate Housewives) – serie TV, episodi 5x22 (2009)
- S.W.A.T. – serie TV, episodi 3x11-3x12 (2020)

## Doppiatori italiani
Nelle versioni in italiano delle opere in cui ha recitato, è stato doppiato da:
- Guido Di Naccio in Senza traccia
- Fabrizio Odetto in Nip/Tuck
- Davide Marzi in CSI: NY
- Marco Vivio in The Closer
- Edoardo Stoppacciaro in Cold Case - Delitti irrisolti
- Massimo De Ambrosis in Desperate Housewives
- Marco De Risi in Burn Notice - Duro a morire
- Andrea Lavagnino in CSI - Scena del crimine